# Wybory parlamentarne w Katalonii w 2010 roku
Wybory parlamentarne w Katalonii w 2010 roku (kat. Eleccions al Parlament de Catalunya 2010; hiszp. Elecciones al Parlamento de Cataluña de 2010) odbyły się 28 listopada. W ich wyniku wyłoniony został skład parlamentu katalońskiego.

## Tło polityczne
Wybory do parlamentu Katalonii odbywają się średnio co 3-4 lata: ostatnie głosowanie miało miejsce 1 listopada 2006 roku. W wyniku wyborów w 2003 i 2006 do władzy doszła lewicowa koalicja złożona z Socjalistycznej Partii Katalonii (Partit dels Socialistes de Catalunya-Partido Socialista Obrero Espanñol, PSC-PSOE; katalońska sekcja PSOE), Republikańskiej Lewicy Katalonii i Katalońskich Zielonych – Lewicy Zjednoczonej i Alternatywnej. Wcześniej przez trzydzieści trzy lata Katalonią rządziła umiarkowanie nacjonalistyczna koalicja Konwergencja i Unia (w kadencji 1999–2003 przy poparciu Partii Ludowej).

## Programy wyborcze
Convergencia i Unio (CiU) postulowała zmianę zasad fiskalnych w rozliczaniu się Katalonii z Madrytem na zasady identyczne z posiadanymi przez Kraj Basków i Nawarrę tzn. wpłacanie do budżetu państwa stałej kwoty tzw. kontyngentu. Socjaliści zaproponowali zbliżenie do Madrytu, zapomnienie o podziałach, rozwój ekonomiczny i stworzenie nowych miejsc pracy. PP zdecydowanie stawiała na niepodzielność Hiszpanii.

## Wybory
1 listopada upłynęła czteroletnia kadencja Parlamentu Katalonii VIII kadencji. Wybory zostały wyznaczone 7 września przez prezydenta Generalitat José Montillę na niedzielę 28 listopada 2010. 4 października podpisał dekret o ich rozpisaniu oraz o rozwiązaniu Parlamentu VIII kadencji. 5 października dekret został opublikowany w Dzienniku Urzędowym Generalitat. Zgodnie z prawem wybory przypadną zatem w 54 dniu od opublikowania dekretu.
28 listopada został wybrany liczący 135 posłów Parlament Katalonii. Jest to już dziewiąta kadencja tego gremium. Kampania rozpoczęła się 12 listopada i trwała do 26 listopada. Wybory były wolne, równe, bezpośrednie i tajne, a także przeprowadzane w sposób proporcjonalny. Posłów wybrano w czterech okręgach wyborczych, które są jednocześnie prowincjami Katalonii: Barcelonie (85 posłów – 63% składu izby), Gironie (17 posłów – 13%), Lleidzie (15 posłów – 11%), Tarragonie (18 posłów – 13%). Ugrupowania ubiegające się o mandaty w Parlamencie były zobowiązane przekroczyć 3%-owy próg zaporowy, a mandaty rozdzielono metodą d’Hondta. Parlament zbierze się w dwadzieścia dni od oficjalnego ogłoszenia wyników wyborów. Posłowie wybrani w dniu 28 listopada 2010 dokonają wyboru nowego prezydenta Generalitat większością 68 z 135 deputowanych.
Swoje listy oraz kandydatów na szefa rządu wystawiło sześć ugrupowań obecnych dotychczas w parlamencie VIII kadencji.
- Konwergencja i Unia: kandydat: Artur Mas i Gavarró (premier w latach 1999–2003)
- Socjalistyczna Partia Katalonii – Hiszpańska Socjalistyczna Partia Robotnicza (PSC–PSOE): José Montilla Aguilera (prezydent Generalitat od 2006)
- Republikańska Lewica Katalonii: Joan Puigcercós i Boixassa
- Partia Ludowa Katalonii (Partit Popular de Catalunya, PP, PPC): Alicia Sánchez-Camacho Pérez
- Inicjatywa na rzecz Zielonej Katalonii – Lewica Zjednoczona i Alternatywna: Joan Herrera i Torres
- Obywatele – Partia Obywatelska (kat. Ciutadans – Partit de la Ciutadania; hiszp. Ciudadanos – Partido de la Ciudadanía): Albert Rivera

Kandydatów zgłosiły również mniejsze ugrupowania bez większych szans na objęcie mandatów poselskich, m.in. Związek, Postęp, Demokracja; Zieloni (els Verds) i Partia dla Katalonii.

## Wyniki wyborów
Według wstępnych wyników wyborów:
- Konwergencja i Unia – 38,13 proc. głosów – 62 mandaty
- Socjalistyczna Partia Katalonii – 18,55 proc. głosów – 28 mandatów
- Partia Ludowa – 12,35 proc głosów – 18 mandatów
- Lewica Republikańska Katalonii (ERC) – 10 mandatów
- Inicjatywa Katalońska Zjednoczona Lewica i Alternatywa (ICV-EUiA) – 10 mandatów
- Solidarność na rzecz Niepodległości Katalonii – 4 mandaty
- Obywatele – Partia Obywatelska (Ciutadans – Partit de la Ciutadania) – 3 mandaty